# 弗朗齐歇克·库切拉
弗朗齐歇克·库切拉（捷克語：František Kučera，1968年2月3日—），捷克男子冰球运动员，场上位置是后卫。他曾代表捷克国家队参加1998年冬季奥林匹克运动会冰球比赛，获得一枚金牌。